# Trente-huitième district congressionnel du Texas
Le 38e district congressionnel du Texas est une circonscription électorale du Texas couvrant certaines parties du comté de Harris. Il comprend les banlieues de Houston de Jersey Village, Cypress, Tomball, Greater Katy et Klein. Les villages commémoratifs et une partie de la ville de Houston sont également situés dans le district.
Le district a été créé lors du redécoupage après le recensement de 2020, où le Texas a gagné deux sièges à la Chambre. Le siège est pourvu pour la première fois lors des élections législatives de 2022, envoyant un membre au 118e congrès des États-Unis,.

## Histoire
Le district a été créé à la suite du redécoupage de 2022 pour tenir compte de la croissance rapide du comté de Harris au cours de la décennie précédente et comprend bon nombre des zones les plus républicaines de Houston et du comté de Harris, y compris une grande partie du couloir Katy Freeway à l'ouest du centre-ville de Houston. La partie sud du district - y compris Memorial City et les villages commémoratifs voisins, l'Energy Corridor et les réservoirs Addicks et Barker adjacents, tout ou partie des riches quartiers de River Oaks, Rice Military et Tanglewood de l'ouest de Houston, Memorial Park et l'est certaines parties de la région du Grand Katy - a longtemps été considérée comme la base traditionnelle du 7e district de 1967 à 2023, qui était autrefois le district le plus Républicain de la région de Houston, ainsi que le district d'origine de l'ancien Président George H.W. Bush pendant sa présidence et ses années post-présidentielles. La partie nord du district, qui s'étend des quartiers directement au nord de l'US Highway 290 (connue localement sous le nom de Northwest Freeway), y compris des banlieues telles que Jersey Village, Tomball, Klein et certaines parties de Cypress, avait connu un boomerang entre plusieurs districts favorables aux Républicains au fil des ans. au fil des années (impliquant principalement les 7e et 8e district, ainsi que les 2e et 10e districts au cours des deux premières décennies du 21e siècle), tout en conservant par ailleurs leurs tendances largement républicaines à mesure que la zone devenait de plus en plus suburbanisée.
Le premier représentant du district est le républicain Wesley Hunt, un afro-américain, ancien officier de l'armée, diplômé de West Point et de l'université Cornell qui a perdu de peu dans le 7e district face à la titulaire démocrate Lizzie Fletcher en 2020, cette dernière ayant vaincu le représentant républicain de longue date, John Culberson dans le même district deux ans auparavant. Initialement prévu pour un match revanche contre Fletcher en 2022, Hunt a fini par se présenter dans le nouveau 38e district qui aurait été conçu pour permettre son élection lors des pourparlers de redécoupage (et qui, comme mentionné ci-dessus, occupe une grande partie de la base historique de l'ancien 7e district à l'ouest de Houston. Hunt a facilement remporté la primaire républicaine de 2022 contre neuf autres candidats avec plus de 50 % des voix, et a facilement battu l'ancien surintendant de l'ISD de Spring Branch, Duncan Klussmann, aux élections générales, devenant ainsi le premier républicain noir à représenter la région de Houston au Congrès depuis la Reconstruction.

## Historique de vote
Note : Dans le cas des résultats pour l'élection du représentant, seul le pourcentage du candidat en deuxième position est affiché
| Année | Poste        | Résultats                   |
| ----- | ------------ | --------------------------- |
| 2022  | Représentant | Wesley Hunt 62,9 % - 35,5 % |
| 2024  | Représentant | Wesley Hunt 62,7 % - 37,2 % |

## Liste des représentants du district
| Membre                             | Parti       | Période                  | Congrès      | Élections                   | Zone géographique                      |
| ---------------------------------- | ----------- | ------------------------ | ------------ | --------------------------- | -------------------------------------- |
| District établi le 3 janvier 2023. |             |                          |              |                             |                                        |
| Wesley Hunt                        | Républicain | Depuis le 3 janvier 2023 | 118e et 119e | Élu en 2022. Réélu en 2024. | Depuis 2023 Parties du comté de Harris |

## Résultats des récentes élections
Voici le résultats des dix précédents cycles électoraux dans le district.

Résultats de l'élection de 2022 par arrondissement

### 2022
| Élection de 2022 du 38e district congressionnel du Texas | Élection de 2022 du 38e district congressionnel du Texas | Élection de 2022 du 38e district congressionnel du Texas | Élection de 2022 du 38e district congressionnel du Texas | Élection de 2022 du 38e district congressionnel du Texas |
| -------------------------------------------------------- | -------------------------------------------------------- | -------------------------------------------------------- | -------------------------------------------------------- | -------------------------------------------------------- |
| Parti                                                    | Parti                                                    | Candidat                                                 | Votes                                                    | %                                                        |
|                                                          | Républicain                                              | Wesley Hunt                                              | 163 597                                                  | 63,0                                                     |
|                                                          | Démocrate                                                | Duncan Klussmann                                         | 92 302                                                   | 35,5                                                     |
|                                                          | Indépendant                                              | Joel Dejean                                              | 3970                                                     | 1,5                                                      |
| Total des votes                                          | Total des votes                                          | Total des votes                                          | 259 869                                                  | 100                                                      |

### 2024
| Primaire républicaine de 2024 du 38e district congressionnel du Texas | Primaire républicaine de 2024 du 38e district congressionnel du Texas | Primaire républicaine de 2024 du 38e district congressionnel du Texas | Primaire républicaine de 2024 du 38e district congressionnel du Texas | Primaire républicaine de 2024 du 38e district congressionnel du Texas |
| --------------------------------------------------------------------- | --------------------------------------------------------------------- | --------------------------------------------------------------------- | --------------------------------------------------------------------- | --------------------------------------------------------------------- |
| Parti                                                                 | Parti                                                                 | Candidat                                                              | Votes                                                                 | %                                                                     |
|                                                                       | Républicain                                                           | Wesley Hunt (sortant)                                                 | 62 340                                                                | 100                                                                   |

| Primaire démocrate de 2024 du 38e district congressionnel du Texas | Primaire démocrate de 2024 du 38e district congressionnel du Texas | Primaire démocrate de 2024 du 38e district congressionnel du Texas | Primaire démocrate de 2024 du 38e district congressionnel du Texas | Primaire démocrate de 2024 du 38e district congressionnel du Texas |
| ------------------------------------------------------------------ | ------------------------------------------------------------------ | ------------------------------------------------------------------ | ------------------------------------------------------------------ | ------------------------------------------------------------------ |
| Parti                                                              | Parti                                                              | Candidat                                                           | Votes                                                              | %                                                                  |
|                                                                    | Démocrate                                                          | Melissa McDonough                                                  | 18 486                                                             | 82,5                                                               |
|                                                                    | Démocrate                                                          | Gion Thomas                                                        | 3910                                                               | 17,5                                                               |

| Élection de 2024 du 38e district congressionnel du Texas | Élection de 2024 du 38e district congressionnel du Texas | Élection de 2024 du 38e district congressionnel du Texas | Élection de 2024 du 38e district congressionnel du Texas | Élection de 2024 du 38e district congressionnel du Texas |
| -------------------------------------------------------- | -------------------------------------------------------- | -------------------------------------------------------- | -------------------------------------------------------- | -------------------------------------------------------- |
| Parti                                                    | Parti                                                    | Candidat                                                 | Votes                                                    | %                                                        |
|                                                          | Républicain                                              | Wesley Hunt (sortant)                                    | 214 076                                                  | 62,9                                                     |
|                                                          | Démocrate                                                | Melissa McDonough                                        | 126 408                                                  | 37,1                                                     |
| Total des votes                                          | Total des votes                                          | Total des votes                                          | 340 484                                                  | 100                                                      |